# أهل الناجم (إدينيتزع)
أهل الناجم هو دُوَّار يقع بجماعة مستي، إقليم سيدي إفني، جهة كلميم واد نون في المملكة المغربية. ينتمي الدوّار لمشيخة إدينيتزع التي تضم 22 دوار. يقدر عدد سكانه بـ 15 نسمة حسب الإحصاء الرسمي للسكان والسكنى لسنة 2004.

## روابط خارجية
- البوابة الوطنية للجماعات الترابية
- المندوبية السامية للتخطيط